# Eptatretus nelsoni
Eptatretus nelsoni  is een soort uit de familie der slijmprikken (Myxinidae).
1. ↑  (en) Eptatretus nelsoni op de IUCN Red List of Threatened Species.